# Cenocoelius tricolor
Cenocoelius tricolor är en stekelart som beskrevs av Charles Thomas Brues 1912. Cenocoelius tricolor ingår i släktet Cenocoelius och familjen bracksteklar. Inga underarter finns listade.